# Хосе Гарсія (хокеїст на траві)
Хосе Гарсія (ісп. José García, 28 вересня 1952) — іспанський хокеїст на траві.
Срібний призер Олімпійських Ігор 1980 року, учасник 1984 року.